# Новак Новаковић
Новак Новаковић (Ћуприја, 1985) српски је примењени уметник у области графичког дизајна и педагог. Један је од оснивача и активни члан удружења „Завичајни клуб ликовних уметника Ћуприје”, које води од његовог оснивања 2009. године и члан УЛУС-а од 2012. године. Од 2013. године ради као директор Музеја „Хореум Марги-Равно” у Ћуприји.

## Биографија
Рођен је у Ћуприји 1985. године. Завршио Уметничку школу у Нишу 2004. године као ђак генерације графичког одсека. Мастер студије завршио је у Нишу 2010. године на Факултету уметности, на одсеку за примењену уметност, графички дизајн, у класи професора Видана Папића, Слободана Јелесијевића и Славице Драгосавац.
Учесник је на више ликовних колонија у земљи и иностранству. Учествовао је у реализацији многих културних пројеката, као непосредни извођач или организатор. Творац је већег броја идејних графичких решења визуелних идентитета. Радови му се налазе у збиркама амбасада САД, Чешке и Финске у Србији, као и у збирци музичара Ларија Вучковића, који је рад примио у оквиру награде за животно дело у склопу Нишвил џез фестивала 2019. године.
Године 2012. радио је као координатор и стручни сарадник на пројекту „Инклузија инвалида путем израде сувенира” Туристичке организације општине Ћуприја као и едукатор на истом пројекту 2014. и 2015. године. Ангажован је као стручни сарадник за креативну секцију Дома ученика средњих школа „Срећно” од 2016. године. 
Година 2016, 2017, 2018 и 2020. рализовао је своју радионицу графике „Мултиоригинална радионица“ у оквиру Ноћи истраживача, у сарадњи са Заводом за заштиту споменика културе у Крагујевцу и 2019. у сарадњи са NOU – тимом радионицу калиграфије.

## Самосталне изложбе
- 2006. Изложба колажа и цртежа „Плаво, боја њених очију” галерија КЦ Ћуприја

Мртве природе, Галерија центра за културу „Светозар Марковић” Јагодина
- 2008. Изложба колажа и цртежа „Хабитус” галерија КЦ Ћуприја

Изложба колажа и цртежа „Хабитус” галерија „Подрум” просторије ФУ Ниш
- 2009. Изложба графика и цртежа – галерија „Подрум” просторије ФУ Ниш
- 2010. „Графике“ – Галерија универзитетске библиотеке „Никола Тесла“ Ниш
- 2012. „Лавирани цртежи” - Галерија НКЦ Ниш

„Лавирани цртежи“ - Галерија центра за културу „Светозар Марковић” Јагодина
- 2013. Графике - Мала галерија НТВ Ниш

Графике „Симболички код прошлости” - Мала галерија центра за културу Ваљево
Лавирани цртежи - Мала галерија центра за културу Младеновац
Лавирани цртежи - Галерија центра за културу Рума
- 2014. Лавирани цртежи - Галерија „Владислав Маржик” Краљево
- 2016. Графике и цртежи - Галерија „Ш”, Поточац
- 2021. Партеон праискона - Галерија културног центра „Лаза Костић” Сомбор[3]

Метаморфоза метаморфозе - Галерија новог културног центра Параћин
- 2022. Партеон праискона - Градска галерија „Мостови Балкана” Крагујевац[5]

Партеон праискона - Градска галерија Ариље
Партеон праискона - Галерија дома културе Ивањица
Партеон праискона - Галерија савремене уметности Пожаревац

## Колективне изложбе (избор)
- 2004. „Изложба награђених ученика уметничке школе у Нишу” - Галерија СКЦ Ниш
- 2005. „Млади слике и прилике” - Галерија КЦ Параћин
- 2006. „Поморавски хероји” - Галерија КЦ Ћуприја
- 2006,2008,2010. „Бијенале студентске графике“, Галерија СКЦ Нови Београд
- 2009. „Диплома 2009” – Галерија савремене ликовне уметности Ниш, просторије Музеја Хореум Марги-Равно -Ћуприја
- 2010. „Мајска изложба графика” - Галерија графички колектив Београд

„Цртеж” – Галерија 107 Земун
„Међународни бијенале Екс либрис ДУНАВ” - Историјски архив Панчево
„Фуга смрти” - галерија Музеја Хореум Марги-Равно Ћуприја
„Нишки графички круг” - Галерија савремене ликовне уметности Ниш
- 2011. „Годишња изложба радова чланова УЛУПУДС-а нишки регион, Галерија савременеликовне уметности Ниш

„Нишки цртеж” - Галерија савремене ликовне уметности Ниш
- 2012. „Изложба новопримљених чланова УЛУС-а” - Галерија „Цвијета Зузорић” Београд

„Млади 2012” ДИН „Фабрика дувана” а.д. Ниш Philip Moris International, Музеј Поште Београд
„” - Public Library „Stilian Chilinginov” Шумен, Бугарска
Трећа међународна изложба „УМЕТНОСТ У МИНИЈАТУРИ” Мајданпек
Нишки цртеж „ИДЕНТИТЕТ”, Галерија савремене ликовне уметности Ниш
Прво међународно бијенале мале графике Ниш, Галерија савремене ликовне уметности Ниш
Салон 30Х30 „ЗАПАД-ИСТОК, ИСТОК-ЗАПАД”, Културни центар Зрењанин
Екс либрис Веспа - Веспа бар Ниш
„Међународни бијенале Екс либрис КОМУНИЗАМ” - Историјски архив Панчево
- 2013, 2014, 2015. Први, други и трећи интернационални салон графике Краљево - Галерија „Владислав Маржик” Краљево
- 2015, 2016, 2018 и 2019. „Матићу у част” - Галерија музеја Хореум Марги-Равно Ћуприја[8]
- 2016. „Уметници југоисточне Србије” - галерија савремене уметности Ниш
- 2010 — 2022. „Годишња колективна изложба ћупријских уметника” Музеј Хореум Марги-Равно Ћуприја[9]

## Ликовне колоније
- 2007. „У Милановом бостану” Ћуприја
- 2010. Меморијал Грујица Лазаревић, Рудовци
- 2011. 5. Ликовна радионица „Тврђава” Добој
- 2012. 37 Ликовна колонија „Сисевац” Параћин

„Молитва под Петрусом” Забрега
- 2013. „Рудно” Краљево

„Гоч” Краљево
- 2012, 2013, 2015, 2016 и 2018- „Дани вина” Трешњевица
- 2016. „Јесен у Призрену” Призрен[10]
- 2017 и 2018. „Art to go Yazzy”, у оквиру Нишвил џез фестивала
- 2019. „Карпино”, Међународна ликовна колонија у Куманову
- 2020. „Црни врх”, Црни врх, Јагодина
- 2021, 2022. Ариље